# Hypocometa leptomita
Hypocometa leptomita là một loài bướm đêm trong họ Geometridae.